# The Wall of Money
The Wall of Money est un film muet américain réalisé par Allan Dwan et sorti en 1913.

## Fiche technique
- Titre : The Wall of Money
- Réalisation : Allan Dwan
- Scénario : Marshall Neilan
- Genre : Film dramatique
- Production : Rex Motion Picture
- Date de sortie : 
  - États-Unis : 21 septembre 1913

## Distribution
- Wallace Reid : Wallace
- Pauline Bush : Pauline
- Marshall Neilan : Neilan
- Jessalyn Van Trump : Toodles
- James McQuarrie : McQuarrie
- Arthur Rosson : Rosson
- William Lloyd : le père de Toodles